# Гринцеве (заповідне урочище)
Гри́нцеве — заповідне урочище в Україні. Розташоване в межах Хорольського району Полтавської області, на південь від села Ставки. 
Площа 39 га. Статус присвоєно згідно з рішенням облвиконкому № 74 від 17.04.1992 року. Перебуває у віданні ДП «Лубенський лісгосп» (Хорольське л-во, кв. 42). 
Статус присвоєно для збереження невеликого лісового масиву з цінними насадженнями дуба. 